# Gefilte fish
Gefilte fish (em iídiche, געפֿילטע פֿיש; em alemão: Gefüllte Fische; em hebraico:דגים ממולאים, translit. dagim memula'im; em português, "peixe recheado") é um prato típico de culinária judaica da Europa Oriental (asquenaze).
É um bolinho feito de carne de carpa moída com tempero e cozida no caldo de peixe. É servido frio, na geleia do peixe. Gefilte fish é considerado um prato de feriados, consumido no sábado, no Sêder (jantar cerimonial) de Pessach (Páscoa judaica) e no Rosh Hashaná (Ano Novo judaico).
Segundo a tradição judaica o fato de "catar" ou "selecionar" os espinhos do peixe seria um ato proibido nos sábados e nos dias de festa. Tal problema foi solucionado moendo-se o peixe.
O peixe pode ser servido como alimento que acompanha refeição de carnes ou laticínios, facilita assim a obediência das leis da Cashrut.

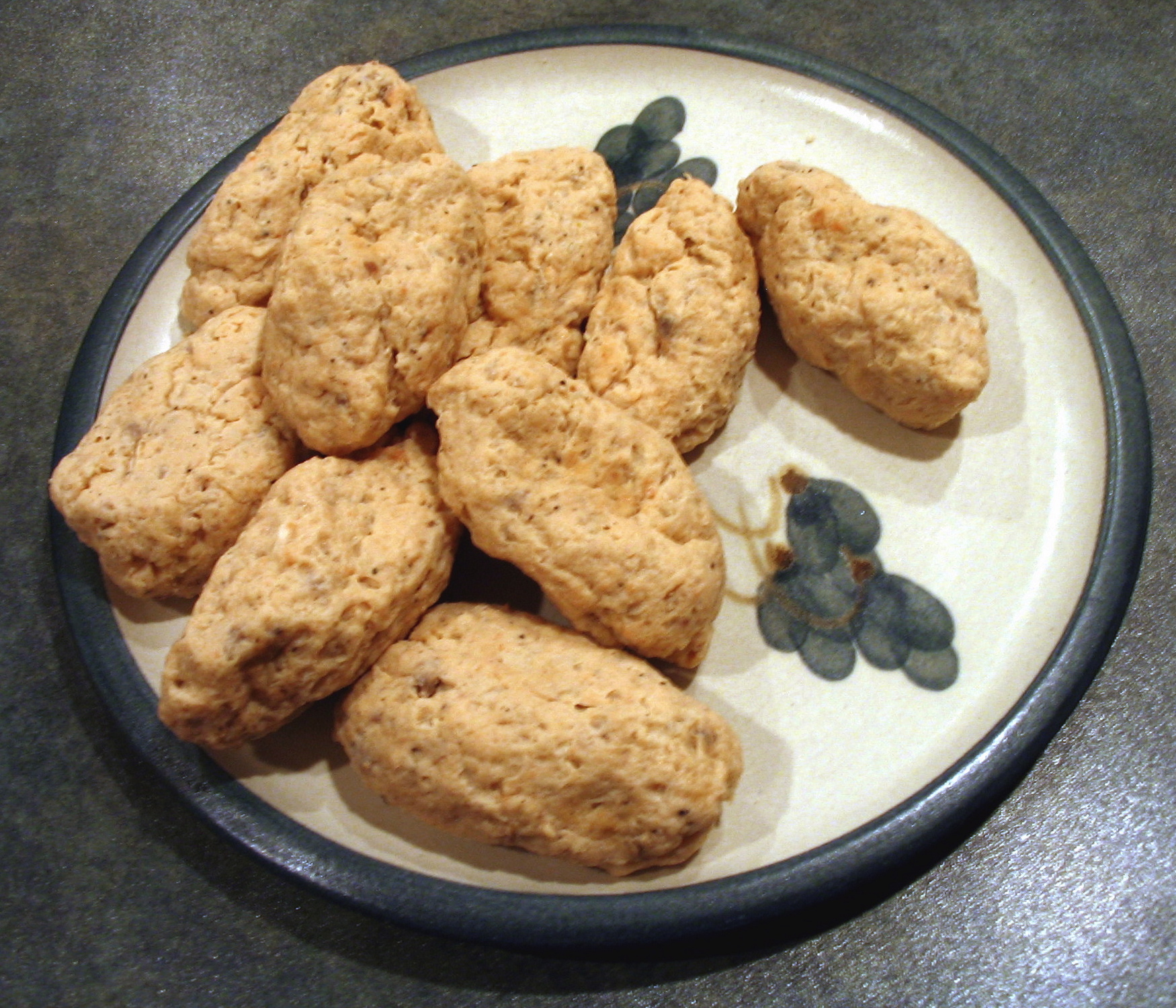
Gefilte fish